# Isla Alto Velo
Isla Alto Velo ist eine kleine, unbewohnte Insel im Karibischen Meer, südlich der zu den Großen Antillen zählenden Insel Hispaniola gelegen. Sie stellt die südlichste Landmasse der Dominikanischen Republik dar und gehört administrativ zur Gemeinde Pedernales der gleichnamigen Provinz. Die Insel ist Bestandteil des Jaragua-Nationalparks, des größten Schutzgebietes in der Karibik.
Isla Alto Velo liegt 11,8 km südwestlich der Isla Beata auf dem gleichen, sich vom Süden Hispaniolas aus südlich ins Karibische Meer erstreckenden Meeresrücken und erhebt sich bis auf eine Höhe von 152 m. Die beiden Inseln werden durch den Canal de Alto Velo getrennt. Die nahezu ovale Insel hat eine Länge von 1,4 km, eine Breite von 1,05 km und weist eine Fläche von 1,02 km² auf. Knapp einen Kilometer nördlich der Isla Alto Velo liegt die kleine Felseninsel Piedra Negra („Schwarzer Fels“) im Canal de Alto Velo, mit einem Durchmesser von rund 200 Metern.
Die Insel wurde 1494 von Christoph Kolumbus auf dessen zweiter Reise entdeckt. Die strategisch bedeutsame Insel wurde im Februar 1860 vorübergehend von den USA unter Berufung auf den Guano Islands Act beansprucht.